# Poecilium magnanii
Poecilium magnanii là một loài bọ cánh cứng trong họ Cerambycidae.